# Txus Jaio Arrizabalaga
Txus Jaio Arrizabalaga (Markina-Xemein, País Basc, 12 de juny de 1975) és un pilot de ral·li basc, guanyador del Campionat d'Espanya de Ral·lis de Terra dels anys 2002 i 2003 amb un Ford Focus WRC i amb Lucas Cruz de copilot. També ha participat en diverses sessions del campionat del Món entre 1999 i 2003.

## Trajectòria
Txus Jaio s'inicia al 1995 a l'automobilisme amb un Ford Escort. A partir de 1997 s'incorpora al Carlos Sainz Junior Team apadrinat pel mateix Carlos Sainz per disputar proves tant del Campionat d'Espanya de Ral·lis d'Asfalt com del Campionat d'Espanya de Ral·lis de Terra. També realitza participacions puntuals en ral·lis del Campionat Mundial de Ral·lis com el Ral·li de Catalunya i el Ral·li de Portugal de 1999, el Ral·li de Catalunya del 2000 o el Ral·li de Gal·les de 2001. En el Campionat d'Espanya de Ral·lis de Terra, ja dins l'estructura de Ford Espanya, aconseguiria alçar-se amb el títol els anys 2002 i 2003 pilotant un Ford Focus WRC.
Malauradament per Txus Jaio, Ford deixaria el programa esportiu a partir del 2004, disputant aquella temporada el Nacional de Terra amb un Mitsubishi Lancer Evo VII amb l'ajuda de la Diputació Foral de Biscaia. Les temporades posteriors, Jaio solament disputaria proves en format ral·lisprint o ral·lis regionals del País Basc i Cantàbria amb un BMW 325i. Posteriorment va fer algunes exhibicions.
El seu germà petit Borja, també pilot basc, va morir d'accident de cotxe el 1999.